# قناة القرآن الكريم (الجزائر)
قناة القرأن الكريم 5 أطلقت كبث تجريبي من قبل التلفزيون الجزائري يوم الأربعاء 18 مارس 2009، مخصصة للقرآن الكريم وعلومه وتبث 24 ساعة يوميا.